# 塔利亚达什
塔利亚达什是位于葡萄牙阿威罗区的一个堂区。该区总面积29.12平方公里，总人口1328人，人口密度每平方公里45.6人。